# Josué de Castro
Josué de Castro (Recife, Brasil, 5 de setembre de 1908 – París, França, 24 de setembre de 1973), va ser un metge, nutricionista, geògraf, escriptor i activista brasiler contra la fam al món.
Fundador de l'Institut de Nutrició de la Universitat de Brasil, va ser elegit el 1952 President del Consell Executiu de l'Organització de les Nacions Unides per a l'Agricultura i l'Alimentació (FAO). El 1954, el Consell Mundial de la Pau el distingí amb el Premi Internacional de la Pau.
Després del cop d'estat de 1964 al Brasil, Castro va residir a l'Estat francès i va ser president del Centre Internationale pour le Développement i de l'Association Médicale Internationale pour l'Etude des Conditions de Vie et de Santé.
La utilització dels principis de la geografia i de l'ecologia aportà una llum singular a la complexitat del fenomen de la desnutrició en la seva obra Geopolítica da fome. Publicada per primera vegada el 1951, aquest llibre va despertar la consciència del món sobre la terrible calamitat que és la fam, contribuint, a més, a crear una concepció enterament nova dels problemes del subdesenvolupament.

## Obres
- O Problema Fisiológico da Alimentação no Brasil. Recife: Ed. Imprensa Industrial, 1932
- O Problema da Alimentação no Brasil. Rio de Janeiro: Companhia Editora Nacional, 1933
- Condições de Vida das Classes Operárias do Recife. Recife: Departamento de Saúde Pública, 1935
- Alimentação e Raça. Rio de Janeiro: Civilização Brasileira, 1935
- Therapeutica Dietética do Diabete. In: Diabete. Livraria do Globo, Porto Alegre, 1936. p. 271-294
- Documentário do Nordeste. Rio de Janeiro: José Olympio, 1937
- A Alimentação Brasileira à Luz da Geografia Humana. Rio de Janeiro: Livraria do Globo, 1937
- Festa das Letras. Co-autoria de Cecília Meireles. Rio de Janeiro: Livraria Globo, 1937
- Fisiologia dos Tabus. Rio de Janeiro: Ed. Nestlé, 1939
- Geografia Humana. Rio de Janeiro: Livraria do Globo, 1939
- Alimentazione e Acclimatazione Umana nel Tropici. Milão, 1939
- Geografia da Fome: A Fome no Brasil. Rio de Janeiro: O Cruzeiro, 1946
- L'Alimentación en los Tropicos. México: Fondo de Cultura, 1946
- Fatores de Localização da Cidade do Recife. Rio de Janeiro: Ed. Imprensa Nacional, 1947
- Geopolítica da Fome. Rio de Janeiro: Casa do Estudante do Brasil, 1951
- A Cidade do Recife – Um ensaio de Geografia Urbana. Rio de Janeiro: Casa do Estudante do Brasil, 1956. Reedição de Fatores de Localização da Cidade do Recife
- Três Personagens. Rio de Janeiro: Casa do Estudante do Brasil, 1955
- O Livro Negro da Fome. São Paulo: Brasiliense, 1957
- Ensaios de Geografia Humana. São Paulo: Brasiliense, 1957
- Ensaios de Biologia Social. São Paulo: Brasiliense, 1957
- Una zona explosiva: el nord-est del Brasil. Barcelona: Nova Terra, 1965, trad. Ramon Folch i Camarasa
- Sete Palmos de Terra e um Caixão. São Paulo: Brasiliense, 1965
- Ensayos sobre el Sub-Desarrollo. Buenos Aires: Siglo Veinte, 1965
- ¿Adonde va la América Latina?. Lima: Latino Americana, 1966
- Homens e Caranguejos. Porto: Ed. Brasília, 1967
- A Explosão Demográfica e a Fome no Mundo. Lisboa: ltaú, 1968
- El Hambre - Problema Universal. Buenos Aires: La Pléyade, 1969
- Latin American Radicalism. Edited by Irving Horowitz, Josué de Castro and John Gerassi. New York: Vintage Books, 1969. Coletânea organizada por Irving Horowitz, Josué de Castro e John Gerassi
- A Estratégia do Desenvolvimento. Lisboa: Cadernos Seara Nova, 1971
- Mensajes. Bogotá: Colibri, 1980
- Fome, um Tema Proibido: últimos escritos de Josué de Castro. Anna Maria de Castro (org.). Rio de Janeiro: Civilização Brasileira, 2003